# Ledce (ort i Tjeckien, Mellersta Böhmen, lat 50,36, long 15,08)
Ledce är en ort i Tjeckien.   Den ligger i regionen Mellersta Böhmen, i den centrala delen av landet, 60 km nordost om huvudstaden Prag. Ledce ligger 258 meter över havet och antalet invånare är 304.
Terrängen runt Ledce är platt. Runt Ledce är det ganska glesbefolkat, med 38 invånare per kvadratkilometer. Närmaste större samhälle är Mladá Boleslav, 14,1 km väster om Ledce. Trakten runt Ledce består till största delen av jordbruksmark.